# Badia d'Alcúdia
La badia d'Alcúdia és una extensa badia situada al nord-oest de l'illa de Mallorca, a les Illes Balears. Aquesta badia ocupa una superfície d'aproximadament 19.000 hectàrees (uns 190 km²), i és una de les zones costaneres més importants de l'illa, tant per la seva bellesa natural com per la seva activitat econòmica. La badia s'estén per les costes dels municipis d'Alcúdia, Muro, Santa Margalida i Artà.
La badia està limitada a l'oest pel Cap des Pinar i a l'est pel Cap de Ferrutx. La seva situació geogràfica fa que estigui exposada als vents del nord i nord-est, especialment durant els mesos d'hivern, tot i que la banda occidental, protegida pel Cap de Formentor, és més a resguard de la tramuntana.

## Navegació
La badia d'Alcúdia és àmpliament oberta al nord i al nord-est, el que la fa vulnerable a vents forts de la tramuntana durant l'hivern. Tanmateix, la part occidental de la badia, protegida pel Cap de Formentor, ofereix aigües més tranquil·les. Els millors recers de la badia es troben als extrems nord i sud: darrere l'Illot d'Alcanada i a Es Caló, a prop del Cap de Ferrutx. La banda oriental està relativament protegida dels vents de gregal, que poden generar fortes marors a la resta de la badia.
Un element destacat per als navegants és el far de l'Illot d'Alcanada, visible des de fins a 11 milles de distància, que emet ràfegues de llum blanca cada 5 segons. A més, al Cap des Pinar es troba una balisa que assenyala el límit occidental de la badia.

### Ports i Instal·lacions Nàutiques
A la badia hi ha diversos ports, alguns d'ells d'importància comercial i turística:
- Port d'Alcúdia, gestionat per l'Autoritat Portuària de Balears, és un important port comercial i de passatgers, que connecta Mallorca amb Menorca i altres illes.
- Port esportiu de Can Picafort, orientat principalment a l'esport nàutic.
- Port esportiu de Son Serra de Marina, un petit port per a embarcacions amb un calat inferior a 2 metres.
- Club Nàutic de la Colònia de Sant Pere, un club de recent construcció amb tots els serveis nàutics.

## Geografia i accidents de la costa
Els accidents geogràfics més destacats de la badia inclouen diverses platges i cales, distribuïdes pel litoral dels municipis que la conformen:

### Municipi d'Alcúdia
- Cala Solana
- Es Coll Baix
- Cap de Menorca
- Illot d'Alcanada
- Platja d'Alcanada
- Platja d'Alcúdia

### Municipi de Muro
- Platja de Muro
- S'Oberta

### Municipi de Santa Margalida
- Platja de Can Picafort
- Platja de Son Bauló
- Illa des Porros
- Platja des Dolç
- Platja de sa Canova

### Municipi d'Artà
- Punta llarga de s'Estanyol
- Ca los Camps
- Es Caló

## Conservació i Protecció Ambiental
La badia d'Alcúdia és una zona de gran importància ecològica i una de les àrees naturals més valuoses de Mallorca. El seu litoral i ecosistemes marins acullen una rica biodiversitat, amb espècies endèmiques i una gran varietat d'aus migratòries. Part de la badia forma part de la Xarxa Natura 2000 com a Lloc d'Interès Comunitari (LIC) Badies de Pollença i Alcúdia. Així mateix, la zona també està protegida com a Zona d'Especial Conservació (ZEC).